# アイスヨット

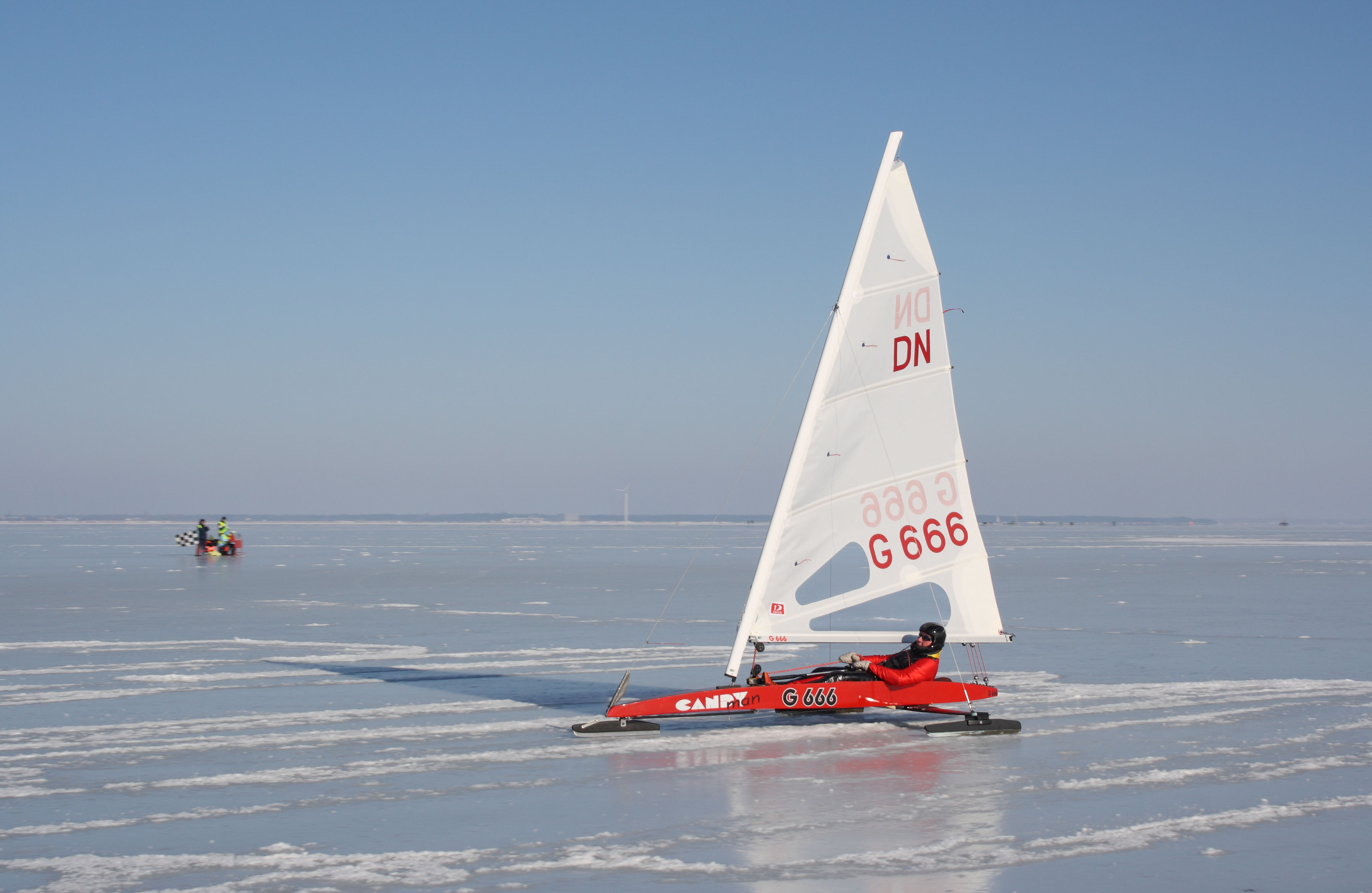
アイスヨット

アイスヨット（ice yacht）は、鋼鉄製のそりを付けた、氷上を進む帆船、またそれを用いて行う競技。
アイスボート（iceboart、icd boart）とも呼ばれる。

## 解説
氷上で抵抗が小さいため、水上ヨットよりも速いスピードを出すことができる。また、推進力としてエンジン稼働式のプロペラが用いられる。
アメリカやカナダ、北欧では人気の娯楽だが、日本では十分な広さの氷面が少ないため、あまり盛んではない。